# Ares (Spagna)
Ares è un comune spagnolo di 5 265 abitanti situato nella comunità autonoma della Galizia.

## Società

### Evoluzione demografica
-